# 2Б1 «Ока»
2Б1 «Ока́» (індекс ГРАУ: 2Б1; індекс ГБТУ шасі: об'єкт 273) — радянська самохідна 420-мм мінометна установка. Перший дослідний зразок був готовий у 1957 році, всього виготовлено чотири одиниці.
Швидкострільність — 1 постріл за 10,5 хвилини. Дальність стрільби — 25 км, активно-реактивною міною — 50 км. Маса артилерійської міни  – 670 кг. Призначена для стрільби ядерними зарядами.

## Історія створення
Відповідно до постанови Ради Міністрів СРСР від 18 листопада 1955 року розпочато роботи над самохідним мінометом 2Б1 «Ока» та самохідною гарматою 2А3 «Конденсатор-2П».
Розробку артилерійської частини доручили Коломенському спеціальному конструкторському бюро машинобудування. Головний конструктор — Борис Шавирін. За розробку ходової частини відповідало КБ ленінградського Кіровського заводу. 
Всього на Кіровському заводі виготовили 4 експериментальні машини. 7 листопада 1957 року машини продемонстрували на військовому параді в Москві. Роботи над 2Б1 тривали до 1960 року після чого були зупинені постановою Ради Міністрів СРСР.

## Опис конструкції
Бойова обслуга машини становила 7 осіб, проте на марші в машині перебував тільки механік-водій, решта екіпажу перевозилася в бронетранспортері або на вантажівці.

### Озброєння
Як основне озброєння використовувався 420-мм гладкоствольний міномет 2Б2. Довжина ствола становила близько 20 метрів. Через відсутність противідкотних пристроїв при пострілі машина відкочувалася назад на 5 метрів. Заряджання артилерійської міни проводилося з казенної частини, що суттєво збільшувало скорострільність, яка становила 1 постріл на 5 хвилин.

### Ходова частина
Ходова частина була спроєктована у конструкторському бюро ленінградського Кіровського заводу. За класифікацією ГБТУ мала позначення «Об'єкт 273». Силова установка була запозичена з ходової частини важкого танка Т-10.

## Оцінка машини
У ході випробувань виявили низку недоліків (відбій зброї надто потужний і негативно впливав на всі складники системи), які не дозволили ввести міномет в експлуатацію.